# Panxianichthyiformes
Ordre
Les Panxianichthyiformes sont un ordre fossile de poissons à nageoires rayonnées qui ont vécu lors du Pelsonien du Trias moyen.

## Classification
L'ordre des Panxianichthyiformes est créé en 2016 par Zuo-Yu Sun (d) et al.
,. 
- † Panxianichthyiformes Sun et al., 2016
  - † Famille Panxianichthyidae Sun et al., 2016
    - † Genre Allolepidotus Deecke, 1889
      - † Allolepidotus bellottii Rueppell, 1857

    - † Genre Eoeugnathus Brough, 1939
      - † Eoeugnathus megalepis Brough, 1939

    - † Genre Panxianichthys Xu & Shen, 2015
      - † Panxianichthys imparilis Xu & Shen, 2015

## Publication originale
- [2016] (en) Z. Y. Sun, A. Tintori, Y. Z. Xu, C. Lombardo, P. G. Ni et D. Y. Jiang, « A new non-parasemionotiform order of the Halecomorphi (Neopterygii, Actinopterygii) from the Middle Triassic of Tethys », Journal of Systematic Palaeontology, no 15,‎ 2016, p. 223-240.